# Список астероїдів (48501—48600)
| Назва                | Тимчасове позначення | Дата відкриття   | Місце відкриття                         | Відкривач                           |
| -------------------- | -------------------- | ---------------- | --------------------------------------- | ----------------------------------- |
| (48501) 1993 FM      | 1993 FM              | 23 березня 1993  | Університетська обсерваторія Маунт-Джон | Алан Ґілмор, Памела Кілмартін       |
| (48502) 1993 FL5     | 1993 FL5             | 17 березня 1993  | Обсерваторія Ла-Сілья                   | UESAC                               |
| (48503) 1993 FN6     | 1993 FN6             | 17 березня 1993  | Обсерваторія Ла-Сілья                   | UESAC                               |
| (48504) 1993 FK9     | 1993 FK9             | 17 березня 1993  | Обсерваторія Ла-Сілья                   | UESAC                               |
| (48505) 1993 FM10    | 1993 FM10            | 17 березня 1993  | Обсерваторія Ла-Сілья                   | UESAC                               |
| (48506) 1993 FO10    | 1993 FO10            | 17 березня 1993  | Обсерваторія Ла-Сілья                   | UESAC                               |
| (48507) 1993 FS11    | 1993 FS11            | 17 березня 1993  | Обсерваторія Ла-Сілья                   | UESAC                               |
| (48508) 1993 FF12    | 1993 FF12            | 17 березня 1993  | Обсерваторія Ла-Сілья                   | UESAC                               |
| (48509) 1993 FQ12    | 1993 FQ12            | 17 березня 1993  | Обсерваторія Ла-Сілья                   | UESAC                               |
| (48510) 1993 FP13    | 1993 FP13            | 17 березня 1993  | Обсерваторія Ла-Сілья                   | UESAC                               |
| (48511) 1993 FR13    | 1993 FR13            | 17 березня 1993  | Обсерваторія Ла-Сілья                   | UESAC                               |
| (48512) 1993 FU15    | 1993 FU15            | 17 березня 1993  | Обсерваторія Ла-Сілья                   | UESAC                               |
| (48513) 1993 FB22    | 1993 FB22            | 21 березня 1993  | Обсерваторія Ла-Сілья                   | UESAC                               |
| (48514) 1993 FN22    | 1993 FN22            | 21 березня 1993  | Обсерваторія Ла-Сілья                   | UESAC                               |
| (48515) 1993 FO24    | 1993 FO24            | 21 березня 1993  | Обсерваторія Ла-Сілья                   | UESAC                               |
| (48516) 1993 FL25    | 1993 FL25            | 21 березня 1993  | Обсерваторія Ла-Сілья                   | UESAC                               |
| (48517) 1993 FR25    | 1993 FR25            | 21 березня 1993  | Обсерваторія Ла-Сілья                   | UESAC                               |
| (48518) 1993 FB29    | 1993 FB29            | 21 березня 1993  | Обсерваторія Ла-Сілья                   | UESAC                               |
| (48519) 1993 FC37    | 1993 FC37            | 19 березня 1993  | Обсерваторія Ла-Сілья                   | UESAC                               |
| (48520) 1993 FK45    | 1993 FK45            | 19 березня 1993  | Обсерваторія Ла-Сілья                   | UESAC                               |
| (48521) 1993 FV50    | 1993 FV50            | 19 березня 1993  | Обсерваторія Ла-Сілья                   | UESAC                               |
| (48522) 1993 FF54    | 1993 FF54            | 17 березня 1993  | Обсерваторія Ла-Сілья                   | UESAC                               |
| (48523) 1993 FY55    | 1993 FY55            | 17 березня 1993  | Обсерваторія Ла-Сілья                   | UESAC                               |
| (48524) 1993 FY78    | 1993 FY78            | 21 березня 1993  | Обсерваторія Ла-Сілья                   | UESAC                               |
| (48525) 1993 GB      | 1993 GB              | 14 квітня 1993   | Обсерваторія Кійосато                   | Сатору Отомо                        |
| (48526) 1993 HL3     | 1993 HL3             | 20 квітня 1993   | Обсерваторія Кітт-Пік                   | Spacewatch                          |
| (48527) 1993 LC1     | 1993 LC1             | 13 червня 1993   | Обсерваторія Сайдинг-Спрінг             | Роберт Макнот                       |
| (48528) 1993 OC3     | 1993 OC3             | 20 липня 1993    | Обсерваторія Ла-Сілья                   | Ерік Вальтер Ельст                  |
| 48529 von Wrangel    | 1993 OV10            | 20 липня 1993    | Обсерваторія Ла-Сілья                   | Ерік Вальтер Ельст                  |
| (48530) 1993 PF      | 1993 PF              | 12 серпня 1993   | Фарра-д'Ізонцо                          | Фарра-д'Ізонцо                      |
| (48531) 1993 PP      | 1993 PP              | 13 серпня 1993   | Обсерваторія Кітт-Пік                   | Spacewatch                          |
| (48532) 1993 PL7     | 1993 PL7             | 15 серпня 1993   | Коссоль                                 | Ерік Вальтер Ельст                  |
| (48533) 1993 QU      | 1993 QU              | 19 серпня 1993   | Паломарська обсерваторія                | Е. Гелін                            |
| (48534) 1993 QM4     | 1993 QM4             | 18 серпня 1993   | Коссоль                                 | Ерік Вальтер Ельст                  |
| (48535) 1993 RD4     | 1993 RD4             | 15 вересня 1993  | Обсерваторія Ла-Сілья                   | Ерік Вальтер Ельст                  |
| (48536) 1993 RS6     | 1993 RS6             | 15 вересня 1993  | Обсерваторія Ла-Сілья                   | Ерік Вальтер Ельст                  |
| (48537) 1993 RO7     | 1993 RO7             | 15 вересня 1993  | Обсерваторія Ла-Сілья                   | Ерік Вальтер Ельст                  |
| (48538) 1993 RF15    | 1993 RF15            | 15 вересня 1993  | Обсерваторія Ла-Сілья                   | Анрі Дебеонь, Ерік Вальтер Ельст    |
| (48539) 1993 SD11    | 1993 SD11            | 22 вересня 1993  | Обсерваторія Ла-Сілья                   | Анрі Дебеонь, Ерік Вальтер Ельст    |
| (48540) 1993 TW8     | 1993 TW8             | 11 жовтня 1993   | Обсерваторія Кітт-Пік                   | Spacewatch                          |
| (48541) 1993 TV10    | 1993 TV10            | 15 жовтня 1993   | Обсерваторія Кітт-Пік                   | Spacewatch                          |
| (48542) 1993 TN13    | 1993 TN13            | 14 жовтня 1993   | Паломарська обсерваторія                | Генрі Гольт                         |
| (48543) 1993 TJ14    | 1993 TJ14            | 9 жовтня 1993    | Обсерваторія Ла-Сілья                   | Ерік Вальтер Ельст                  |
| (48544) 1993 TO15    | 1993 TO15            | 9 жовтня 1993    | Обсерваторія Ла-Сілья                   | Ерік Вальтер Ельст                  |
| (48545) 1993 TZ16    | 1993 TZ16            | 9 жовтня 1993    | Обсерваторія Ла-Сілья                   | Ерік Вальтер Ельст                  |
| (48546) 1993 TM19    | 1993 TM19            | 9 жовтня 1993    | Обсерваторія Ла-Сілья                   | Ерік Вальтер Ельст                  |
| (48547) 1993 TJ20    | 1993 TJ20            | 9 жовтня 1993    | Обсерваторія Ла-Сілья                   | Ерік Вальтер Ельст                  |
| (48548) 1993 TM25    | 1993 TM25            | 9 жовтня 1993    | Обсерваторія Ла-Сілья                   | Ерік Вальтер Ельст                  |
| (48549) 1993 TP25    | 1993 TP25            | 9 жовтня 1993    | Обсерваторія Ла-Сілья                   | Ерік Вальтер Ельст                  |
| (48550) 1993 TU25    | 1993 TU25            | 9 жовтня 1993    | Обсерваторія Ла-Сілья                   | Ерік Вальтер Ельст                  |
| (48551) 1993 TR28    | 1993 TR28            | 9 жовтня 1993    | Обсерваторія Ла-Сілья                   | Ерік Вальтер Ельст                  |
| (48552) 1993 TN31    | 1993 TN31            | 9 жовтня 1993    | Обсерваторія Ла-Сілья                   | Ерік Вальтер Ельст                  |
| (48553) 1993 TS31    | 1993 TS31            | 9 жовтня 1993    | Обсерваторія Ла-Сілья                   | Ерік Вальтер Ельст                  |
| (48554) 1993 TL32    | 1993 TL32            | 9 жовтня 1993    | Обсерваторія Ла-Сілья                   | Ерік Вальтер Ельст                  |
| (48555) 1993 TW32    | 1993 TW32            | 9 жовтня 1993    | Обсерваторія Ла-Сілья                   | Ерік Вальтер Ельст                  |
| (48556) 1993 TK33    | 1993 TK33            | 9 жовтня 1993    | Обсерваторія Ла-Сілья                   | Ерік Вальтер Ельст                  |
| (48557) 1993 TJ37    | 1993 TJ37            | 9 жовтня 1993    | Обсерваторія Ла-Сілья                   | Ерік Вальтер Ельст                  |
| (48558) 1993 TL38    | 1993 TL38            | 9 жовтня 1993    | Обсерваторія Ла-Сілья                   | Ерік Вальтер Ельст                  |
| (48559) 1993 TJ39    | 1993 TJ39            | 9 жовтня 1993    | Обсерваторія Ла-Сілья                   | Ерік Вальтер Ельст                  |
| (48560) 1993 UX2     | 1993 UX2             | 20 жовтня 1993   | Обсерваторія Сайдинг-Спрінг             | Роберт Макнот                       |
| (48561) 1993 UZ2     | 1993 UZ2             | 21 жовтня 1993   | Обсерваторія Сайдинг-Спрінг             | Роберт Макнот                       |
| (48562) 1993 UZ6     | 1993 UZ6             | 20 жовтня 1993   | Обсерваторія Ла-Сілья                   | Ерік Вальтер Ельст                  |
| (48563) 1994 AP5     | 1994 AP5             | 5 січня 1994     | Обсерваторія Кітт-Пік                   | Spacewatch                          |
| (48564) 1994 BL3     | 1994 BL3             | 16 січня 1994    | Коссоль                                 | Ерік Вальтер Ельст, Крістіан Поллас |
| (48565) 1994 CA9     | 1994 CA9             | 8 лютого 1994    | Мерида (Венесуела)                      | Орландо Наранхо                     |
| (48566) 1994 CH9     | 1994 CH9             | 7 лютого 1994    | Обсерваторія Ла-Сілья                   | Ерік Вальтер Ельст                  |
| (48567) 1994 CH14    | 1994 CH14            | 8 лютого 1994    | Обсерваторія Ла-Сілья                   | Ерік Вальтер Ельст                  |
| (48568) 1994 CO14    | 1994 CO14            | 8 лютого 1994    | Обсерваторія Ла-Сілья                   | Ерік Вальтер Ельст                  |
| (48569) 1994 EN      | 1994 EN              | 6 березня 1994   | Фарра-д'Ізонцо                          | Фарра-д'Ізонцо                      |
| (48570) 1994 EA2     | 1994 EA2             | 9 березня 1994   | Паломарська обсерваторія                | Е. Гелін                            |
| (48571) 1994 ER5     | 1994 ER5             | 9 березня 1994   | Коссоль                                 | Ерік Вальтер Ельст                  |
| (48572) 1994 EJ6     | 1994 EJ6             | 9 березня 1994   | Коссоль                                 | Ерік Вальтер Ельст                  |
| (48573) 1994 JX5     | 1994 JX5             | 4 травня 1994    | Обсерваторія Кітт-Пік                   | Spacewatch                          |
| (48574) 1994 JG6     | 1994 JG6             | 4 травня 1994    | Обсерваторія Кітт-Пік                   | Spacewatch                          |
| 48575 Гаваї (Hawaii) | 1994 NN              | 4 липня 1994     | Обсерваторія Кума Коґен                 | Акімаса Накамура                    |
| (48576) 1994 NN2     | 1994 NN2             | 11 липня 1994    | Паломарська обсерваторія                | Керолін Шумейкер                    |
| (48577) 1994 PD8     | 1994 PD8             | 10 серпня 1994   | Обсерваторія Ла-Сілья                   | Ерік Вальтер Ельст                  |
| (48578) 1994 PL11    | 1994 PL11            | 10 серпня 1994   | Обсерваторія Ла-Сілья                   | Ерік Вальтер Ельст                  |
| (48579) 1994 PW11    | 1994 PW11            | 10 серпня 1994   | Обсерваторія Ла-Сілья                   | Ерік Вальтер Ельст                  |
| (48580) 1994 PD17    | 1994 PD17            | 10 серпня 1994   | Обсерваторія Ла-Сілья                   | Ерік Вальтер Ельст                  |
| (48581) 1994 PV19    | 1994 PV19            | 12 серпня 1994   | Обсерваторія Ла-Сілья                   | Ерік Вальтер Ельст                  |
| (48582) 1994 PF25    | 1994 PF25            | 12 серпня 1994   | Обсерваторія Ла-Сілья                   | Ерік Вальтер Ельст                  |
| (48583) 1994 PE35    | 1994 PE35            | 10 серпня 1994   | Обсерваторія Ла-Сілья                   | Ерік Вальтер Ельст                  |
| (48584) 1994 PF37    | 1994 PF37            | 10 серпня 1994   | Обсерваторія Ла-Сілья                   | Ерік Вальтер Ельст                  |
| (48585) 1994 PK37    | 1994 PK37            | 10 серпня 1994   | Обсерваторія Ла-Сілья                   | Ерік Вальтер Ельст                  |
| (48586) 1994 PE39    | 1994 PE39            | 10 серпня 1994   | Обсерваторія Ла-Сілья                   | Ерік Вальтер Ельст                  |
| (48587) 1994 PO39    | 1994 PO39            | 10 серпня 1994   | Обсерваторія Ла-Сілья                   | Ерік Вальтер Ельст                  |
| 48588 Raschroder     | 1994 RP11            | 2 вересня 1994   | Обсерваторія Карла Шварцшильда          | Ф. Бернґен                          |
| (48589) 1994 RW17    | 1994 RW17            | 3 вересня 1994   | Обсерваторія Ла-Сілья                   | Ерік Вальтер Ельст                  |
| (48590) 1994 TY2     | 1994 TY2             | 2 жовтня 1994    | Обсерваторія Кітамі                     | Кін Ендате, Кадзуро Ватанабе        |
| (48591) 1994 TB3     | 1994 TB3             | 2 жовтня 1994    | Обсерваторія Кітамі                     | Кін Ендате, Кадзуро Ватанабе        |
| (48592) 1994 TP5     | 1994 TP5             | 4 жовтня 1994    | Обсерваторія Кітт-Пік                   | Spacewatch                          |
| (48593) 1994 VF      | 1994 VF              | 1 листопада 1994 | Обсерваторія Оїдзумі                    | Такао Кобаяші                       |
| (48594) 1994 VA2     | 1994 VA2             | 3 листопада 1994 | Обсерваторія Яцуґатаке-Кобутізава       | Йошіо Кушіда, Осаму Мурамацу        |
| (48595) 1994 VH2     | 1994 VH2             | 9 листопада 1994 | Обсерваторія Оїдзумі                    | Такао Кобаяші                       |
| (48596) 1994 VY6     | 1994 VY6             | 7 листопада 1994 | Обсерваторія Кушіро                     | Сейджі Уеда, Хіроші Канеда          |
| (48597) 1994 XP4     | 1994 XP4             | 3 грудня 1994    | Обсерваторія Оїдзумі                    | Такао Кобаяші                       |
| (48598) 1994 XD5     | 1994 XD5             | 9 грудня 1994    | Обсерваторія Оїдзумі                    | Такао Кобаяші                       |
| (48599) 1994 YS      | 1994 YS              | 28 грудня 1994   | Обсерваторія Оїдзумі                    | Такао Кобаяші                       |
| (48600) 1994 YZ      | 1994 YZ              | 28 грудня 1994   | Обсерваторія Оїдзумі                    | Такао Кобаяші                       |

| ← Астероїди 40001—50000 → |             |             |             |             |             |             |             |             |             |
| 40001—40100               | 41001—41100 | 42001—42100 | 43001—43100 | 44001—44100 | 45001—45100 | 46001—46100 | 47001—47100 | 48001—48100 | 49001—49100 |
| 40101—40200               | 41101—41200 | 42101—42200 | 43101—43200 | 44101—44200 | 45101—45200 | 46101—46200 | 47101—47200 | 48101—48200 | 49101—49200 |
| 40201—40300               | 41201—41300 | 42201—42300 | 43201—43300 | 44201—44300 | 45201—45300 | 46201—46300 | 47201—47300 | 48201—48300 | 49201—49300 |
| 40301—40400               | 41301—41400 | 42301—42400 | 43301—43400 | 44301—44400 | 45301—45400 | 46301—46400 | 47301—47400 | 48301—48400 | 49301—49400 |
| 40401—40500               | 41401—41500 | 42401—42500 | 43401—43500 | 44401—44500 | 45401—45500 | 46401—46500 | 47401—47500 | 48401—48500 | 49401—49500 |
| 40501—40600               | 41501—41600 | 42501—42600 | 43501—43600 | 44501—44600 | 45501—45600 | 46501—46600 | 47501—47600 | 48501—48600 | 49501—49600 |
| 40601—40700               | 41601—41700 | 42601—42700 | 43601—43700 | 44601—44700 | 45601—45700 | 46601—46700 | 47601—47700 | 48601—48700 | 49601—49700 |
| 40701—40800               | 41701—41800 | 42701—42800 | 43701—43800 | 44701—44800 | 45701—45800 | 46701—46800 | 47701—47800 | 48701—48800 | 49701—49800 |
| 40801—40900               | 41801—41900 | 42801—42900 | 43801—43900 | 44801—44900 | 45801—45900 | 46801—46900 | 47801—47900 | 48801—48900 | 49801—49900 |
| 40901—41000               | 41901—42000 | 42901—43000 | 43901—44000 | 44901—45000 | 45901—46000 | 46901—47000 | 47901—48000 | 48901—49000 | 49901—50000 |